# Cliona strombi
Cliona strombi är en svampdjursart som först beskrevs av Duchassaing och Giovanni Michelotti 1864.  Cliona strombi ingår i släktet Cliona och familjen borrsvampar. Inga underarter finns listade i Catalogue of Life.